# ロート製薬強要事件

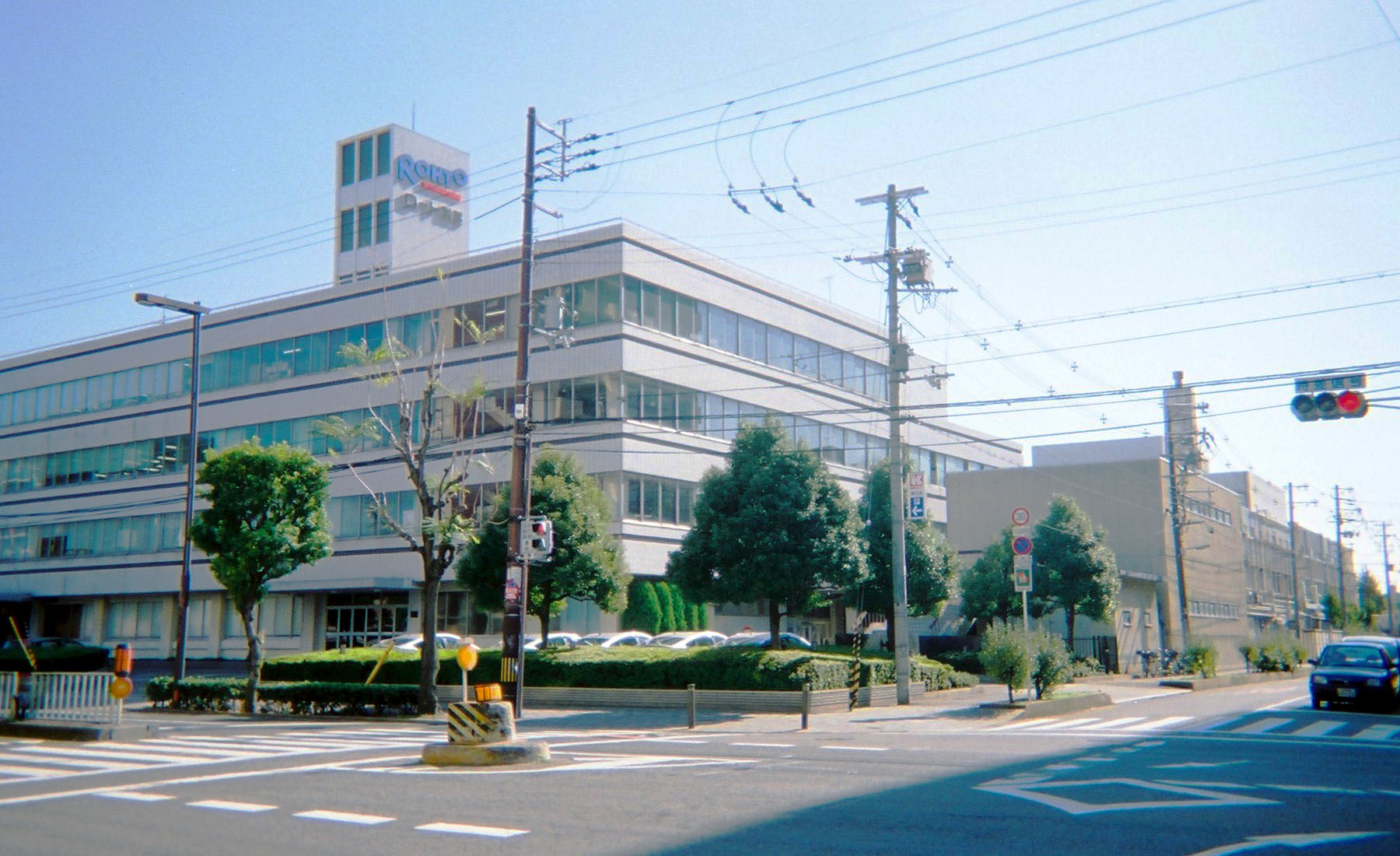
ロート製薬本社

ロート製薬強要事件（ロートせいやくきょうようじけん）は、日本の右翼系市民団体「在日特権を許さない市民の会」と「チーム関西」の元幹部ら4名が、ロート製薬株式会社による韓国人女優キム・テヒのCM起用に抗議するとして2012年（平成24年）3月2日に同社本社を訪れ、従業員を脅迫して竹島の領有権問題およびキム・テヒ起用の是非に関する同社の見解を回答するよう求めたことにより、強要罪に問われた事件。フジテレビ抗議デモと並んで、2010年代の右翼による抗議行動の中で有名な事例に挙げられる。

## 事件に至るまでの経緯
2012年（平成24年）2月2日、ロート製薬は女性用スキンケアブランド「雪ごこち」の導入を発表し、前年10月クールに放送されたドラマ「僕とスターの99日」で主演を務めた韓国人女優キム・テヒをCMに起用することを決定した。
キム・テヒは2005年（平成17年）にスイスを訪問した際に竹島の領有権アピールを行っていたため、ネットユーザーを中心にCM起用への批判が相次ぎ、2月21日に行われる予定だったCM発表会見は中止された。新作映画に関するキム・テヒのインタビュー映像に「日本人は醜い猿じゃないですか」「日本は韓国よりも劣っている発展途上国です」などの日本語字幕を被せたフェイク動画を捏造してアップロードするネットユーザーも現れた。
在特会で関西支部会計・京都支部長を歴任した活動家の西村斉は、”ロート製薬のキム・テヒ起用に対する抗議活動を行おう”と考え、チーム関西元代表の荒巻靖彦、チーム関西のカメラマン松本修一と共に大阪市生野区にある同社本社を訪問する計画を立てた。

## 事件当日
2012年（平成24年）3月2日に西村斉、荒巻靖彦、松本修一は、ニコニコ生放送で西村斉らの抗議予定を知り参加を希望した大阪在住の元在特会メンバー三好恭弘を加え、ロート製薬の本社を訪れた。応接室に通された4人は、応対に現れた担当社員に対して「竹島はどこの国の領土か」「『反日活動家』のキム・テヒを今後もCM起用するつもりか」質問し、同社の見解を2週間後の3月15日までにメールで回答せよと要求した。
4人の中で最も積極的に発言した西村斉は、「金持ち喧嘩せずのふりすんな。このヘタレが、コラ」「お前国家転覆させようと思うとんのか。何外患誘致させようとしとんのか、この会社は......、アホンダラ。なんぼでも呼べ、警察でも」「右翼紹介するから右翼の事務所行って言え。竹島はどこの領土か分かりませんって言えや、そやったら。きっついとこ紹介したるわ。アホちゃうけ、調子乗ったらあかんぞ、コラ」などと、しきりに威圧的に示威行動し、フジテレビ抗議デモや花王抗議デモの例を挙げてロート製薬への抗議デモ実施をほのめかした。
これに対して担当社員が「お言葉使い、ご配慮頂けますか」と自制を求めたところ、西村斉は「なんで俺こういうしゃべり方やねん。親譲りやねん。ということは俺の親否定してるのか。な、俺の家同和やから俺のとこ馬鹿にしてるのか。（中略）同和教育いるんちゃうか。ここも同和教育の担当おるやろ。そんな発言したらあかんで、あんた。差別だよそれ、差別。謝りなさい、今。俺の門地に対しての差別、謝りなさい」などと述べ、さらに威圧する姿勢を見せた（なお、西村は被差別部落出身者ではないことが後に明らかになる）。
荒巻靖彦は、上述した字幕をキム・テヒの発言であるとして読み上げ、重ねて担当社員に回答を要求した。カメラマンの松本修一は担当社員らの要請を拒否して面談の様子をニコニコ生放送で中継し、「このカメラの裏に5万人くらい居ると思って下さい」と述べた。三好恭弘はあまり発言をしなかったが、西村斉らの発言に合いの手を入れ担当社員に回答を要求した。
面談後、松本修一は「ニコニコ動画」に面談の一部始終を映した動画をアップロードした。

## 事件後の動き
事件直後の2012年（平成24年）3月4日、西村斉は改めてロート製薬に対する質問状を送付し、「竹島はどこの国の領土か」「キム・テヒの行為は反社会的活動ではないのか」「キム・テヒのCM起用は『社会貢献活動の推進』という同社の掲げる目標に反するのではないか」「今後もキム・テヒを起用し続けるのか」の各質問に対して回答するよう要求した。
これを受けてロート製薬側は社内会議を開き、3月15日付で「竹島は日本の領土であるという政府見解を支持する」「キム・テヒ個人の考えについて当社では回答できない。CMは商品の訴求を目的とするもので、商品戦略に基づいて適宜変更する」との回答を行った。西村斉は特に後者の回答に対して不満を持ち、更なる抗議活動を計画した。
3月19日、西村斉・松本修一は在特会奈良支部長を始めとするチーム関西のメンバー5名を引き連れ、再びロート製薬本社を訪れた。ロート製薬側は敷地内への立ち入りを拒んだため、西村斉は本社前の路上で拡声器を用いて、「外国やったらロートは爆破されてるぞ。販売店のロート製薬の商品を全部燃やされるぞ。（中略）目に物見せなあかんのか。お前らぶち殺すぞと、俺の友人が言ってましたけどね」などと叫び、質問状の受け取りを要求したが拒否された。西村斉はさらに「質問状の受け取りを拒否したということで、我々はありとあらゆる抗議手段を用いることになります。（中略）他団体が来るということになる。僕は知りませんが」と述べ、抗議活動がエスカレートすることを示唆した。
西村斉が示唆した通り、この街宣以降に在特会やそれと友好関係にある行動する保守諸団体によるロート製薬への抗議街宣・抗議デモが多発することになる。
| 開催日  | 開催地     | 種別 | 主催・協催・協賛団体                         | 備考   |
| ------- | ---------- | ---- | -------------------------------------------- | ------ |
| 4月1日  | 大阪市     | デモ | 在特会関西6支部 チーム関西所属団体など       | [ 8 ]  |
| 5月12日 | 東京港区   | 街宣 | 在特会本部                                   | [ 9 ]  |
| 5月13日 | 東京港区   | 街宣 | 日本侵略を許さない国民の会（以下「日侵会」） | [ 10 ] |
| 5月16日 | 東京港区   | 街宣 | 日本侵略を許さない国民の会（以下「日侵会」） | [ 11 ] |
| 5月20日 | 東京中央区 | デモ | 日本侵略を許さない国民の会（以下「日侵会」） | [ 12 ] |
| 5月20日 | 札幌市     | 街宣 | 俊傑憂憤の集い                               | [ 13 ] |
| 5月23日 | 東京港区   | 街宣 | 日侵会                                       | [ 14 ] |
| 5月26日 | 北九州市   | 街宣 | 在特会福岡支部                               | [ 15 ] |
| 5月27日 | 福岡市     | 街宣 | 在特会福岡支部                               | [ 16 ] |
| 5月30日 | 東京港区   | 街宣 | 日侵会                                       | [ 17 ] |
| 6月2日  | 大阪市     | 街宣 | 在特会関西6支部                              | [ 18 ] |
| 6月3日  | 札幌市     | 街宣 | 俊傑憂憤の集い                               | [ 19 ] |
| 6月9日  | 大阪市     | デモ | 在特会関西6支部・中部4支部                   | [ 20 ] |
| 6月10日 | 東京中央区 | デモ | 日侵会                                       | [ 21 ] |
| 6月20日 | 東京中央区 | デモ | 日侵会                                       | [ 22 ] |
| 9月8日  | 東京新宿区 | 街宣 | 在特会東京支部                               | [ 23 ] |
| 9月15日 | 東京新宿区 | デモ | 日侵会                                       | [ 24 ] |

## 刑事事件

### 逮捕・起訴
2012年（平成24年）5月10日、大阪府警察捜査四課は西村斉・荒巻靖彦・松本修一・三好恭弘の4名を強要罪の容疑で逮捕した。在特会や「新攘夷運動 排害社」などの右派系市民団体はこれを不当逮捕だと主張し、西村斉らが勾留されている警察署前で抗議街宣を行った。また上述した抗議街宣・抗議デモの場や在特会・チーム関西の公式サイト上で訴訟費用のカンパや署名への協力が呼びかけられた。
その後5月30日付で4名とも起訴されたが、このうち荒巻靖彦は以前に起こしていた風営法違反・公務執行妨害事件についても併せて起訴され、併合審理を受けることになった。

### 公判
大阪地裁で行われた公判では全員が無罪を主張した。なお2012年（平成24年）8月7日の初公判以降は被告人ごとに公判を分離して行うこととされた。
西村斉は「通常のクレームの程度を超えない正当な抗議活動だ」と主張したが、大阪地裁は12月18日、「右翼団体や抗議デモが押し寄せることを示唆するなど社員を脅迫したのは明らかで、突然押しかけ、脅し上げる行為を合法とみなす余地はない。他人を傷つけることをかえりみない悪質な犯行で、放置すれば社会への脅威になりかねない」と指摘し、懲役1年の実刑判決を言い渡した。西村斉は控訴及び上告したが、実刑判決が確定し、京都朝鮮学校公園占用抗議事件・徳島県教組業務妨害事件で受けた懲役2年・執行猶予4年の有罪判決について執行猶予が取り消され、収監された。
荒巻靖彦については上述したように別事件と併合されたため訴訟の進行が他の3名より遅くなったが、大阪地裁は2013年（平成25年）5月1日になって、「自らの活動目的のために他者を傷つけて顧みない犯行。放置すれば社会に対する深刻な脅威となりかねない」などとして、懲役1年6月の実刑判決を言い渡した。荒巻靖彦は控訴せず、京都朝鮮学校公園占用抗議事件・徳島県教組業務妨害事件で受けた懲役1年6月・執行猶予4年の有罪判決について執行猶予が取り消され、収監された。
松本修一は「直接に脅迫や罵倒をしたわけではない」と主張したが、大阪地裁は12月21日、「無断撮影やインターネットへの送信行為は被害者に相当の圧迫感を与えるものであり、共同正犯としての罪責を免れない」として、懲役1年・執行猶予4年の有罪判決を言い渡した。
三好恭弘は「要求は会社に対するもので、個人を対象とした強要罪は成立しない」と主張したが、大阪地裁は11月1日、「目標達成のため『竹島はどこの領土やねん』などと担当者を語気鋭く威嚇し、強要行為であるのは明らか」として、懲役1年・執行猶予3年の有罪判決を言い渡した。

## 事件への評価
今回の事件については在特会との関わりのあるグループ内でも、発言や行動に対して賛否が巻き起こった。

### 支持
在特会を筆頭とする行動する保守の多くは西村斉らの行為を称賛し、逮捕・起訴は不当だと主張した。

### 批判
西村斉・荒巻靖彦がかつて所属していた「主権回復を目指す会」は、「『きっつい右翼紹介したる』という言葉で相手を屈服させようとした愛国市民運動の面汚し」だと西村斉の言動を厳しく批判した。またチーム関西のメンバーとして西村斉らと共闘していた「歴史捏造を糺す会」の代表は、逮捕リスクのある活動に心積もりの出来ていない三好恭弘を同伴させた西村斉らの行動を軽率だと批判している。

### 報道
2012年（平成24年）12月21日に公表された「内外情勢の回顧と展望（平成25年1月）」において、当事件は「排外主義的主張を掲げインターネットなどで活動参加を呼び掛ける右派系グループ」が起こした事件の一つとして紹介されている。